# 注册安全工程师
注册安全工程师是在中华人民共和国取得注册安全工程师执业资格证，在生产经营单位从事安全生产管理、安全技术工作或者在安全生产中介机构，从事安全生产专业服务工作的专业人士。
中华人民共和国注册安全工程师考试由人力资源和社会保障部和国家安全生产监督管理总局共同组织实施，按照规定取得《中华人民共和国注册安全工程师执业资格证书》，可申请注册成为注册安全工程师（Certified Safety Engineer, CSE）执业证的人员。